# Linda Musin
Pour les articles homonymes, voir Musin.
Linda M. Musin, née le 15 novembre 1956 à Liège et décédée le 15 août 2017 à Liège est une politicienne belge wallonne, membre du PS.
Licenciée en histoire (ULiège, 1979), spécialisation en Histoire contemporaine, historienne à l’Institut Émile Vandervelde et directrice de l’Institut liégeois d’histoire sociale.

## Fonctions politiques
- Premiers mandats : conseillère du CPAS de Fléron de 1992 à 1995  puis conseillère communale de 1995 à 2000.
- Bourgmestre de Fléron du 22 janvier 2001 au 22 avril 2010
- Députée fédérale :
  - du 10 juin 2007 au 12 mai 2010.
  - depuis le 6 juillet 2010 au 25 mai 2014
  - depuis le 25 mai 2014.
- Tête de liste PS à Fléron pour les élections communales du 14 octobre 2012. Élue, mais passée à l'opposition en face d'une majorité constituée par les Listes Intérêts communaux et Ecolo.

## Publications
- (avec Robert FLAGOTHIER), 75 ans de luttes sociales à travers l’affiche, Institut Emile Vandervelde, catalogue de l’exposition tenue au Centre culturel d’Outremeuse (Liège), 1981, 70 pages.
- Histoire de la Fédération liégeoise du Parti socialiste des origines à 1985, in: Histoire des Fédérations, Bruxelles, Présence et Action Culturelles, Mémoire Ouvrière, 1985, 223 pages.
- Le Parti Ouvrier Belge liégeois et la guerre d’Espagne (1936-1939), actes du colloque La Belgique et la guerre civile espagnole, U.L.B-V.U.B., in Revue belge d’Histoire contemporaine, 1987, p. 315-341.
- (avec Robert FLAGOTHIER), Naissance et développement des mutualités socialistes en Belgique des origines à 1914, in: revue Prévenir, cahier XVIII, premier semestre 1989, vol.1, p. 75-94
- Cent ans de Premier Mai, Institut liégeois d’Histoire sociale, catalogue de l’exposition tenue au Musée de la Vie wallonne (Liège), 1990, 60 pages.
- (avec Robert FLAGOTHIER), De la coopérative locale à la société multirégionale : l’Union Coopérative de Liège (1914-1940), in: Revue belge d’Histoire contemporaine, XXII, 1991,1-2, p. 281-309.
- La grève de 1960 (p. 91-98), Verviers et le Congrès des Socialistes wallons en 1967 (p. 99-106), Les années ’70 ou le temps des changements (p. 107-112), in: Fédération verviétoise du Parti socialiste (1898-1998) – Les belles heures d’une jeune centenaire, Verviers, 1998.
- Les élections communales à Fléron, Magnée, Retinne, Romsée de 1921 à 1976, Institut liégeois d’Histoire sociale, PAC-Fléron, 1999, 128 pages